# 克劳迪奥·波利奥
克劳迪奥·波利奥（義大利語：Claudio Pollio，1958年5月27日—），意大利男子摔跤运动员。他曾代表意大利参加1976年和1980年夏季奥林匹克运动会摔跤比赛，获得一枚金牌。